# Madderty
Madderty est un village de Strathearn dans le Perth and Kinross en Écosse.

## Géographie
Il se trouve sur l'ancienne ligne de chemin de fer reliant Perth et Crieff. La Gask Ridge et sa voie romaine se trouvent au sud et les vestiges de l'abbaye d'Inchaffray au nord.

## Histoire
Madderty est mentionné dans une charte d'environ 1200, époque à laquelle il y avait une église dédiée à Saint Ethernan (en) dans le village.